# Politechnika
Politechnika (nome ufficiale: A11 Politechnika) è una stazione della linea M1 della metropolitana di Varsavia. È stata inaugurata nel 1995.